# 段級位制
段級位制（だんきゅういせい）は、テーブルゲーム・武道・スポーツ・書道・珠算などで技量の度合いを表すための等級制度のうち、段位を上位とし、級位を下位に置くものをいう。級位は数字の多い方から少ない方（10級 → 1級）へ昇級するのに対して、段位は数字の少ない方から多い方（初段 → 十段）へ昇段していく仕組みになっている。英語では「初段 = first degree black belt （一段黒帯）」のように意訳する場合と、「初段 = shodan」とそのまま表記する場合がある。

## 段位・級位
段位および級位はそれぞれ武道や芸道、スポーツ、遊戯において現在の技能、過去の実績などの段階を示すものである。一般的には段位は級位の上位にあり、初級者は級位から取得し、段位の認定を目指すことになる。段位は、初段（「一段」という表記は慣例的に用いない）にはじまり、十段を最高位とする10段階で構成されていることが多い（例外もある）。級位は1級を上限とし、初段の1つ下が1級、1級の1つ下が2級であり、級位の下限はカテゴリーによって異なる。剣道のように八段を最高段位とするケースもある（九段、十段は2000年に廃止された）。
能力（勝率）などが上がれば昇級し、下がれば降級する制度の場合（例えば将棋の奨励会など）、段級位は現在の実力の目安といえる。
しかし、多くの段級位制はタイトル奪取、大会優勝、試験合格、経験年数、勝数、授与者の裁量などで昇級するが、能力が衰えても基本的に降級しない（例えば将棋のプロ棋士の段位など）。この場合は、段級位は現在の実力というより、過去の実績や、その世界での序列を示していると考えるのが相当である。
歴史的には、17世紀後半、江戸時代の名人碁所本因坊道策が囲碁において導入し、18世紀初期には将棋でも採用され、明治時代になって以降は武道や芸道などにも広がっていった。
現在のプロの囲碁界・将棋界においては、最高の段位は九段である。「十段」は段位ではなく「十段戦 (囲碁)」、「十段戦 (将棋)」のタイトル獲得者に与えられる称号である。プロ将棋界では、十段戦の発展的解消・竜王戦創設（1987 - 1988年度）に伴い、「十段」の称号がなくなった。ただし、過去に多数回獲得した者に与えられる「永世十段」の称号は、十段戦終了後も残っている（実際に、中原誠はこの称号を現役のまま名乗っていた）。その他、特別な例として、2012年に将棋名人位400年を記念し、将棋を保護した功労者として徳川家康に十段推戴状が贈られている。
囲碁・将棋の世界で棋士を呼ぶ際、「梅沢由香里五段」「瀬川四段」のように、氏名または名字の下に段位をつけて呼称することが通例である。

## マインドスポーツ

### 囲碁
囲碁の段位は17世紀の本因坊四世である本因坊道策が始めた。現在の段級位制度・基準はプロ棋士（日本棋院、関西棋院、他の所属棋士）とアマチュアで異なる。
棋士採用試験に合格するとプロ棋士の初段となり、九段までの段位がある。
プロを目指す院生にはプロと共通の段級位はなく成績によって変動する「序列」で順位が決まる。
アマチュアとプロの段位の比較は、俗にプロの初段に9子置いて勝てればアマチュア初段といわれる。アマチュアでは、30級から八段までの段級位が設けられている。

### 将棋
将棋の段位は18世紀初頭に導入され、1717年に最初の有段者名簿『将棊図彙考鑑』が作られた。
現代の段級位の制度・基準は、
- 棋士（四段以上）、および、奨励会員（三段以下）
- 女流棋士（女流プロ = 日本将棋連盟所属、LPSA所属の女流棋士、および、客員棋士）
- アマチュア

のどれであるかによって、全く異なる。棋士の段位はその養成機関である新進棋士奨励会（奨励会）と連続しており、奨励会が7級から三段、棋士は四段から九段までの段位がある。女流棋士は、女流3級から女流六段までの段級位がある。アマチュアでは、10級から八段までの段級位が設けられている。
アマチュアに関しては、奨励会6級でもアマチュアの三〜四段に相当するとされている。

### チェス
チェスは、国際的に対戦成績によって変化するイロレーティングが強さの指標として用いられている。
日本では2019年1月まで存在していた日本チェス協会が独自の段位制度を設けていた。

## 武道
明治時代、柔道（講道館柔道）を興した嘉納治五郎が講道館を設立する際に囲碁・将棋を参考として段位制を導入し、段位を帯の色で表すこととした。一方、警視庁では撃剣（剣術）に対して一級から八級までの級位制を導入していた。大正時代に大日本武徳会が剣道・弓道にも段位制を導入し、その後、柔道・剣道・弓道とも段位制の下位に級位制を導入し段級位制とした（これについては警視庁が反発したという）。このため、現在でも初段の下位は一級となっている。
また、武徳会は段級位とは別に武術家を表彰する「精錬証」を発行していた。明治35年（1902年）、教士・範士の2つからなる称号を制定し、柔道・剣道・弓道に導入した。1934年（昭和9年）、精錬証を廃し「錬士」を制定。錬士・教士・範士の3称号が確立された。
現在では多くの武道で段級位制が使われているが、これは武徳会が各武道を段級位制で統一したためである。

### 古武道
武道に段級制度が広まったのは、前述の通り講道館や警視庁が採り入れた事がきっかけであるが、古武道においては、示現流が古くより初度、両度、初段、二段、三段、四段と段階を呼称し段階的な修行が行われているため段位制と混同されることがあるが、各段階で学ぶ内容があることから他流での切紙・目録などの修得段階を示すものと同じで段位制とは異なる。

### その他の武道
居合道、合気道、なぎなた、アマチュア相撲、少林寺拳法、日本拳法、銃剣道なども段位制度を導入している。武道によっては、五段以上は錬士、六段以上で教士、七段以上で範士の称号を受審し、合格によりそれぞれの称号を得られる制度もある。
武術太極拳には本来、段級位制度は存在しないが、日本武術太極拳連盟が日本独自の段級位を認定している。

### 名誉段位
著名人が武道団体に体験入門したり、多額の寄付や宣伝などの協力・支援を行い、その団体へ社会的貢献をした場合に、彼らへ允許する黒帯のことである。従ってその武道の実力は勿論、経験の有無は全く允許基準に考慮されない。そのため一定期間の修行・稽古して允許される通常の段位と区別するために、名誉初段・名誉伍段と段位の前に名誉を付けて区別している。著名な例として『007は二度死ぬ』の撮影に極真会館が協力した縁で、1966年（昭和41年）9月3日にショーン・コネリーが極真会館を訪問。世界的な映画スターであるコネリーが来訪したことで、極真会館はコネリーに名誉参段を允許した。

## コンピュータゲーム
コンピュータゲームの『ぷよぷよ』には、かつて全日本ぷよ協会という団体が存在し、大会等の成績に応じて段級位を発行していた。
一部のアーケードゲームには、その人の強さを表す単位として段級位制を採用しているものもあり、またそれを基に、実力の離れた者同士がマッチングされないように配慮されているものもある。
音楽ゲームのbeatmaniaシリーズでは、ゲームモードの一つとして段位認定があり、指定された4つの楽曲を最後までプレイできればその段位に認定されるというものがある。最新機種のIIDX RESIDENTでは、七級～一級、初段～十段に加え、中伝・皆伝の計19が存在する。
スポーツライターの玉木正之が、「川上哲治が野球への段級位制導入を画策するがONのバッティングが審査基準の枠にはまらず……」という内容のパロディ小説を発表している。しかし、これは川上の野球観を権威主義・アナクロニズムと批判している玉木が、川上を揶揄するために書いたものであり、全くのフィクションである。

## 段級位制を採用している競技、技芸の一覧

### マインドスポーツ
- 将棋
- 囲碁
- 競技かるた
- 麻雀
- 連珠
- オセロ

### 武道
- 柔道
- 剣道
- 空手道
- 弓道
- 居合道
- 杖道
- 合気道
- 銃剣道
- 短剣道
- なぎなた
- アマチュア相撲
- 少林寺拳法
- 日本拳法
- 躰道
- 空道
- 琉球古武道
- 太気拳

### 競技
- 腕相撲
- スポーツ吹矢
- スポーツチャンバラ
- 縄跳び
- けん玉
- 武術太極拳
- レスリング
- ライフル射撃
- 卓球
- ビリヤード（撞球）
- 泳力
- テコンドー
- ブラジリアン柔術

### 体操
- 真向法
- バランスボール検定

### 芸道・資格
- 書道
- 珠算、暗算
- 投扇興
- アマチュア無線[10]
- 簿記検定
- 販売士検定 - 有効期間5年で、更新講習を受けないと失効する
- 実用英語技能検定
- 漢字検定

など